# Eve of Destruction
Eve of Destruction (deutsch „Vorabend des Weltuntergangs“) ist der Musiktitel eines von Barry McGuire im Jahre 1965 gesungenen Protestsongs, der trotz teilweisen Radioboykotts als Millionenseller ein breites Publikum fand und zum Nummer-1-Hit in den Vereinigten Staaten wurde.

## Entstehungsgeschichte
P. F. Sloan war seit 1963 zusammen mit seinem Autorenpartner Steve Barri Mitglied des Surfduos The Fantastic Baggys, für das er eine Vielzahl von Surfsongs verfasste; zudem war Sloans Falsettstimme prädestiniert für Surfsongs. Im Februar 1965 erschien deren letzte Single It Was I / Alone on the Beach (Imperial #66072). Sloan wurde ab Mitte 1964 auf die Musik Bob Dylans aufmerksam, die im Folk- und Protestgenre die Pop-Hitparaden erreichen konnte. Inspiriert durch Dylans A Hard Rain’s A-Gonna Fall (veröffentlicht auf der am 27. März 1962 erschienenen LP The Freewheelin’ Bob Dylan) und die Dylan-LP Bringing It All Back Home (erschienen am 22. März 1965), komponierte Sloan den Titel Eve of Destruction etwa ab Juni 1964 neben vier weiteren Songs, die jedoch zunächst alle unveröffentlicht blieben. Der Musikproduzent Lou Adler erhielt durch Sloan Kenntnis von diesen Kompositionen und bot sie dem raustimmigen Barry McGuire an, der sich im Januar 1965 von der Folk-Truppe New Christy Minstrels zu Gunsten einer Solo-Karriere trennte.
Adler plante gerade die Gründung einer neuen Plattenfirma mit dem Namen Dunhill Records. Erste Single im Katalog war Shelley Fabares mit My Prayer / Pretty Please (Dunhill #4001), die im Juni 1965 veröffentlicht wurde. McGuire hatte zuvor im Mai 1965 einen Plattenvertrag beim jungen Dunhill-Label erhalten. Das regionale Label schloss sodann einen Vertriebsvertrag mit ABC-Paramount Records, um sich den nationalen Vertrieb seiner Platten zu sichern.

## Produktion
Eve of Destruction stammte aus der Feder des Autoren-Teams P. F. Sloan (Liedtext) und Steve Barri (Musik). Nachdem die Byrds den Song abgelehnt hatten, nahm ihn Barry McGuire am frühen Donnerstagmorgen des 15. Juli 1965 als vierten Titel in Los Angeles auf. Barry McGuires Stimme klang bereits rau, heiser und müde. In dem für drei Stunden gebuchten Tonstudio verblieben nach acht aufgenommenen Songs noch 30 Minuten, um Eve of Destruction einzuspielen. Der Song entstand als One Take mit der Überlegung, die als B-Seite gedachte Aufnahme später nochmals zu kontrollieren. Doch ein örtlicher Plattenpromoter namens Ernie Farrell fragte inzwischen Lou Adler nach neuen Platten. Dabei fiel dem Promoter das Masterband in die Hände, und es gelangte zur Kenntnis der Radiostation KWFD in Los Angeles, die ein sofortiges Airplay des Songs plante. Adler geriet hierdurch unter Zeitdruck, fügte hastig ein Overdub für den Begleitgesang hinzu, mischte die Aufnahme neu ab und brachte das Masterband zum Presswerk. Einige nicht beseitigte technische Mängel sind noch heute hörbar.
Produzent Adler hatte für gute Studiomusiker gesorgt: Thomas „Tommy“ Tedesco (Gitarre), Larry Knechtel / Joe Osborn (Bass) und Hal Blaine (Schlagzeug) gehörten zu The Wrecking Crew, die bei vielen Hits zur professionellen Instrumentation beigetragen hatten. P. F. Sloan spielte zusätzlich Gitarre und Mundharmonika. Den Song prägen lediglich vier Akkorde und ein eingängiger Mundharmonika-Riff, wobei Adler das Tempo noch halbiert hatte. Da die Studiozeit abgelaufen war, stand von Eve of Destruction lediglich eine Rohfassung als Take zur Verfügung. Hierauf sind noch Produktionsfehler enthalten, etwa die „ahhs“ von McGuire, als er Textpassagen nicht lesen konnte und ein zu schneller Schnitt im Übergang zur Schlusspassage.

## Veröffentlichung

Barry McGuire – Eve of Destruction

Dunhill-Vizepräsident und Mitgründer Jay Lasker brachte dieses Take ungeachtet seiner technischen Mängel am frühen Morgen zur Radiostation KFWB in Los Angeles, die es sofort spielte. Die enorme Rezeption zwang Dunhill Records zur Eile, für die Abmischung eines technisch einwandfreien Masterbandes verblieb keine Zeit. Als A-Seite wählte der Produzent What’s Exactly the Matter With Me (ebenfalls von Sloan komponiert), Eve of Destruction wurde auf die B-Seite verbannt und am 21. Juli 1965 als Dunhill #4009 veröffentlicht. Produzent Lou Adler hatte zunächst die Befürchtung, dass die Single wegen der inhaltlich kritischen B-Seite im Radio nicht gespielt würde. Nach seiner Veröffentlichung wurde er vom Billboard-Magazin zunächst als regionaler Hit eingestuft. Tatsächlich weigerten sich einige Radiostationen und die BBC, die Platte wegen der in Eve of Destriction schonungslos vorgetragenen Zeit- und Gesellschaftskritik zu spielen.
Das verhinderte jedoch nicht den enormen kommerziellen Erfolg. Der Song mit der Endzeit-Stimmung gelangte am 21. August 1965 in die Pop-Charts, wo er am 25. September 1965 für eine Woche an Rang eins notierte. Gefördert durch intensives Airplay von Piratensendern, verkaufte sich der Song weltweit sechs Millionen Mal.
Am 12. August 1965 brachte Sloan bei Dunhill Records eine von Steve Barri produzierte LP unter dem Titel Songs of Our Times (#50004) mit zwölf Eigenkompositionen heraus, die auch die Titel Eve of Destruction und Take Me for What I’m Worth enthielt. Sie erschien numerisch nach McGuires LP Eve of Destruction (#50003; September 1965). Ganz anders als die von Strand, Sonne und Mädchen handelnde Surf-Musik zeigte Sloan hierbei eine tiefe soziale Bewusstheit, beeinflusst durch Bob Dylan oder Pete Seeger.

## Text
Der Titel des Lieds (englisch für „Vorabend [d. h. kurz vor] der Vernichtung“) weist auf die verzweifelte, resigniert-zornige Endzeitstimmung hin, die den gesamten Text durchzieht. Konkret werden in den vier Strophen folgende Missstände bzw. Zeitphänomene thematisiert und kritisiert:
- der Vietnamkrieg, insbesondere die Tatsache, dass Mitte der 1960er Jahre in den Vereinigten Staaten 18-Jährige zwar zum Militär einberufen werden und alt genug zum Töten sind, aber ihnen das Wahlrecht verwehrt wird (Mindestalter damals: 21 Jahre);
- der Hass in Rot-China;
- der Kalte Krieg, insbesondere die ständige Bedrohung durch einen Atomkrieg;
- die Rassentrennung bzw. die Benachteiligung der afroamerikanischen Bevölkerung und die Untätigkeit oder gar aktive Minderheitenfeindlichkeit der Staatsgewalt;
- die christliche Heuchelei der Mittelschicht;
- Senatoren entscheiden im Alleingang und beachten keine Regeln;
- Die Sinnlosigkeit des Tötens, ohne darüber nachzudenken, anstatt dem Menschen und dem Leben Respekt zu zollen.

Der apokalyptische Song prangert verschiedene US-amerikanische und weltweite politische/soziale Situationen an und wird dadurch zu einer unverdeckten Kritik an der US-Regierung. Buchautor B. Lee Cooper kategorisiert Eve of Destruction als „Zynismus gegen Personen von sozialem oder politischem Rang“. Insgesamt gehört der Song wegen seiner düsteren und negativen Einstellung zu den Problemen der Welt zur Kategorie der Dystopien.

## Rezeption
Das One-Hit-Wonder galt als „eine pessimistische, nihilistische Warnung“. Liedtexter Sloan „fügte Krieg, Rassismus, das Wettrennen im Weltall, Religion und die Atombombe in etwas mehr als drei Minuten zusammen“. Es kam zur verbreiteten Verbannung des Hits im Radio beispielsweise durch die Radiostation KHJ (Los Angeles) oder WIND (Chicago), wobei letztere den Text „krank“ nannte.
Durch die Komposition Eve of Destruction wandten sich alle Kontakte im etablierten Popmusik-Geschäft vom Komponisten Phil F. Sloan wegen des problematischen Inhalts ab, angefangen bei Musikverlagen über Plattenfirmen bis hin zu den aktuellen Folk-Interpreten. Einzig Bob Dylan und Judy Collins hielten zu ihm. Zudem war nur Lou Adlers Musikverlag Trousdale Music bereit, die Verlagsrechte zu übernehmen, ebenso wie Adlers Dunhill Records die Produktion und den Vertrieb durchführten. Trotz dieser Isolation schrieb Sloan zwischen 1965 und 1967 insgesamt 150 Titel, von denen 45 die Hitparaden erreichten.
Das Lied stieß nach seiner Veröffentlichung bei vielen US-Amerikanern auf ablehnende, sogar feindselige Reaktionen, da sie es mitten im Kalten Krieg und zu Beginn der US-Intervention im Vietnamkrieg als eine unpatriotische Stellungnahme auffassten. Offenbar legte das FBI in den 1960ern sogar eine Akte über McGuire an. Viele Radiostationen in den Vereinigten Staaten und Großbritannien boykottierten Eve, andere sendeten es nur im Doppelpack mit dem Antwort-Song der Spokesmen, Dawn of Correction. McGuire selbst betrachtete seinen großen Hit nicht als Protestlied, sondern als „eine Diagnose der menschlichen Situation“ (englisch diagnosis of the human condition).
Auch wenn der Song heute nicht mehr so polarisiert wie damals, verfehlt er auch heute seine Wirkung nicht, da viele der angesprochenen Probleme – Nahostkonflikt, wahlunmündige Kriegsteilnehmer (Stichwort: Kindersoldaten), atomare Bedrohung (durch neue Nuklearmächte), Diskriminierung von Minderheiten und bürgerliche Doppelmoral – immer noch aktuell sind. Die in dem Song durchweg zu spürende Mischung aus zorniger, verzweifelter und resignativer Stimmung sowie die volksliedhaft-einfache Melodieführung haben Eve of Destruction zu einer der wichtigsten Protest-Hymnen der Love-and-Peace-Generation werden lassen.
Einige Soldaten der US Army benannten im Vietnamkrieg ihren Gun truck nach diesem Lied. Das Fahrzeug steht heute als letztes seiner Art im U.S. Army Transportation Museum in Fort Eustis in Newport News.
Die nach dem Lied benannte Modifikation Eve of Destruction für die Computerspiele der Battlefield-Reihe behandelt ebenfalls das Thema Vietnamkrieg.
2012 verwendete die Künstlerin Susan Hiller Eve of Destruction als Hauptlied für ihr akustisch-optisches Kunstwerk „Protestsongs“ auf der dOCUMENTA (13). Das Musikprojekt 1,000 Days, 1,000 Songs veröffentlichte den Titel im April 2017 auf seiner Website als Protest gegen die Politik von US-Präsident Donald Trump.

## Coverversionen
- Christopher & Michael brachten die deutsche Version Wir sind am Ende 1965 heraus.
- Die Turtles brachten auf ihrem im September 1965 erschienenen Album It Ain’t Me Babe als erste eine Coverversion heraus.
- Juliane Werding Ein morscher Baum trägt keine guten Früchte von ihrer CD In tiefer Trauer 1972
- Die Band The Dickies veröffentlichte auf ihrem 1979 erschienenen Album The Incredible Shrinking Dickies eine Coverversion von Eve of Destruction.
- Johnny Thunders coverte den Song auf seinem Akustik-Album Hurt Me, das 1983 erschien.
- Die Band Red Rockers veröffentlichte 1984 auf ihrem Album Schizoprenic Circus ebenfalls eine Coverversion von Eve of Destruction.
- Auf der CD Philharmania Vol.1 covert Lemmy Kilmister, der Sänger und Bassist von Motörhead Eve of Destruction zusammen mit dem „The Royal Philharmonic Orchestra“. Die CD erschien im November 1998 bei Stella Music (No. 559 618-22).
- The Pretty Things coverten Eve Of Destruction 1999 auf ihrer CD Rage Before Beauty.
- Eine weitere deutschsprachige Interpretation lieferte Hans Hartz unter dem Titel Die weißen Tauben fliegen wieder (2002: Album Echt HARTZig).
- D.O.A. coverten Eve of Destruction 2004 auf ihrem Album Live Free or Die.
- Die Klaus Renft Combo veröffentlichte 2008 auf ihrem Album Abschied Und Weitergehn eine deutsche Variante unter dem Titel Nie auf ein Schlachtfeld.
- Billy Idol veröffentlichte 2008 ebenfalls eine Version des Liedes, welche nur auf MySpace als Stream zu hören war.
- Die Pogues veröffentlichten ihre Version von Eve of Destruction auf dem Album Just Look Them Straight In The Eye And Say… PogueMahone!! aus dem Jahr 2008.